# Simona Suriano
Pour les articles homonymes, voir Suriano.
Simona Suriano, née le 1er juillet 1978 à Catane (Italie), est une femme politique italienne.

## Biographie
Simona Suriano naît le 1er juillet 1978 à Catane.
Elle est élue députée lors des élections générales de 2018.